# Ценява (Польща)
Ценява (пол. Cieniawa) — село в Польщі, у гміні Грибів Новосондецького повіту Малопольського воєводства.
Населення — 1502 особи (2011).
У 1975-1998 роках село належало до Новосондецького воєводства.

## Демографія
Демографічна структура станом на 31 березня 2011 року:
|          | Загалом | Допрацездатний вік | Працездатний вік | Постпрацездатний вік |
| -------- | ------- | ------------------ | ---------------- | -------------------- |
| Чоловіки | 760     | 211                | 488              | 61                   |
| Жінки    | 742     | 191                | 423              | 128                  |
| Разом    | 1502    | 402                | 911              | 189                  |